# Teberda (Fluss)
Die Teberda (russisch Теберда́) ist ein linker Nebenfluss des Kuban in der Republik Karatschai-Tscherkessien im Nord-Kaukasus.
Die Teberda entsteht am Zusammenfluss von Gonatschchir und Amanaus, 5 km nördlich von Dombai, an der Nordflanke des Großen Kaukasus. Der 60 km lange Fluss fließt in nordnordöstlicher Richtung an der gleichnamigen Stadt Teberda vorbei nach Karatschajewsk, wo er auf den Oberlauf des Kuban trifft. Die Teberda entwässert ein Areal von 1080 km². Der mittlere Abfluss 45 km oberhalb der Mündung beträgt 27,2 m³/s. 
Die Teberda ist ein typischer Gebirgsfluss. Im Flussbett findet sich viel Geröll.